# カレン族の独立運動
カレン族の独立運動（カレンぞくのどくりつうんどう）では、東南アジアにおけるイギリス植民地時代からカレン民族同盟（KNU）のリーダー・ソー・バウジーの死までの、カレン族の独立運動について詳述する。

## キリスト教への改宗
カレン族は、ビルマ族、シャン族に次いでミャンマーで3番目に多い民族で、その人口については諸説あるが、250万人～700万人とされている。カレン族の中にもさまざまなグループがあり、スゴー・カレン（特に山岳地帯とキリスト教徒のコミュニティ）とポー・カレン（特に低地と仏教徒のコミュニティ）が2大グループで、この2つで全体の70％を占める。宗教的には70％が仏教徒、10～20％がキリスト教徒、それ以外がアニミズムで、極少数ながらムスリムも存在する。主な居住区はエーヤワディー・デルタ地帯（以下、デルタ地帯）と泰緬国境の山岳地帯である。
紀元前749年頃、ビルマ族よりも早く当地に住みつき、コートレイ（Kawthoolei、カレン語で「カレン族の住む土地」「花咲く大地」「　平和に満ちた土地」の意）と名乗っていたと主張しているが、歴史的証拠はない。またビルマ族がカレン族を長年搾取・虐待してきたというナラティブがまことしやかに囁かれており、これがカレン民族運動の原点になっているが、一方、両者の間に一部敵意があったにせよ、伝統的にお互いに無関心で、カレン族は文明度の高いビルマ族に対して劣等感を抱いていたという見解もある。

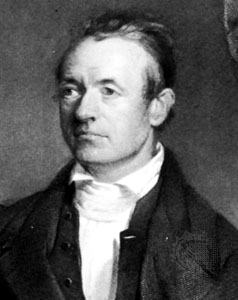
アドニラム・ジャドソン

状況が変わったのは、アメリカ人に宣教師によるカレン族に対するキリスト教の布教である。
1812年、アメリカ人のバプティスト派宣教師・アドニラム・ジャドソンがミャンマーにやって来た。当初はヤンゴンでビルマ族とモン族相手に布教活動を行っていたが、芳しい成果は得られず。1824年～1826年の第一次英緬戦争の間一時中断した後、米英戦争の影響で対米感情が悪化していたイギリス当局の反発を避けるために、タニンダーリ地方域のアムハースト（Amherst、現在のチャイクカミ）に拠点を移し、ビルマ族の奴隷だったタビューというカレン族男性を買い取ってキリスト教に改宗させ、彼を使ってカレン族相手に布教活動を開始した。カチン族と同じくカレン族の間にも、「白い兄弟たちが『失われた本』を再びもたらす」という伝説があり、ジャドソンたちはこの伝説を、白い兄弟＝白人宣教師、失われた本＝聖書と読み替えて布教活動を行い、その甲斐あってカレン族の間に爆発的にキリスト教に広まっていった。ただし、アニミズムを強く信仰していた山岳地帯のカレン族や既に仏教徒が多かったポー・カレン族の間にはさほど広まらず、キリスト教に改宗したのは主にデルタ地帯に住むスゴー・カレン族で、前述したようにその割合は全体の10～20％ほどだった。
また宣教師たちはカレン文字の発明、聖書のカレン語への翻訳、出版のほか、教育活動にも力を入れ、モーラミャインの神学校を頂点とする教育制度を整えてカレン族を教化。1852年にはヤンゴンだけで17の教会があり、欧米やインドの大学・神学校に留学するエリートまで現れた。そのため、イギリスの植民地となった後、比較的教育水準の高いスゴー・カレン族は、軍人、警察官、鉄道員、公務員、看護師に採用されて社会の中枢をなし、独立運動が盛んになった後は指導者となり、ひいてはカレン族に関する言説においても大勢を占め、現在まで続く「カレン族＝キリスト教徒、親英、分離主義者」というイメージを形成することとなった。

## 「分割統治」
カレン族とビルマ族との関係が悪化したのは、英緬戦争がきっかけであった。1824年～1826年、1852年、1885年の3度行われ、最終的にミャンマーがイギリスの植民地となったこの戦争で、カレン族はイギリス側に立ってビルマ族と戦った。その報復にビルマ族はデルタ地帯のカレン族の村落を襲撃、住家を焼き払い、住民を殺戮し、またカレン族もビルマ族に報復した。おかげでデルタ地帯は荒廃、住民は飢餓に苦しみ、英植民地政府が再開発地帯に乗り出すまで人口減少に見舞われるほどだったのだという。
また前述したように、英植民地下でスゴー・カレン族が重用されたことにより、ビルマ族がカレン族に対して恨みを深くし両者の対立が激化したとするのが定説である。例えば1939年～1941年の英領ビルマ軍のうち、ビルマ族はわずか1,893人だったのに対し、カレン族2,797人、カチン族852人、チン族1,258人、雲南族32人、中国人330人、その他137人、インド人2,578人という割合だった。また一種の国内防衛軍であった領土軍でも、2年間の募集で3,272人のうちビルマ族はわずか1,189人だったのに対し、カレン族は939人、シャン族は940人という割合だった。1930年代に生じたサヤー・サンの乱の際には、英植民地軍のカレン中隊が度々駆り出され鎮圧に当たり、ビルマ族の大きな反感を買った。
ただしこの点については、シャン州進歩党（SSPP）の創始者・サオ・ツァンが、ロバート・H・テイラーの『The State in Burma』の中にある、1931年の時点での、軍・警察職員の民族の割合（ビルマ族31.2%、カレン族など15.9%）、公共部門の民族の割合（ビルマ族37.4％、カレン族など25.5%）、専門職・教養部門の民族の割合（ビルマ族67.1%、カレン族など24.8%）、商業部門の民族の割合（ビルマ族59.2%、カレン族など14.1%）と、当時の民族別人口構成（ビルマ族920万人、カレン族130万人、その他の少数民族210万人）を比較して、公務員（軍・警察職員、公共部門）以外では、カレン族含む少数民族が格別優遇されていたという事実はなく、「植民地時代の『分割統治』戦略は、意図的に策略や不統一の種をまくのではなく、既存の分裂と多様性を利用して少数の白人による統治をより管理しやすくする統治手法だった」と分析し一寸疑義を呈している。またバーティル・リントナーも「イギリスは何世紀にもわたる少数民族のビルマ族に対する敵意を利用する以上のことは何もしなかった」と、タンミンウーも「さまざまな政治形態が混在して、つねに変わり続けている状況を受け継いだイギリスが、自分たちに都合の良い境界を設けただけだった」と、池田一人も「民族問題は戦後のビルマ族中心主義の体制下でこそ起きている問題で、『分割統治』言説は、ビルマ民族主義者や軍政が、自らの民族関係運営の失敗と民族問題についての瑕疵を隠蔽するための方便だった」と、この点について異議を唱えている。
とはいえ、この時代、かつて軽蔑していたカレン族などの少数民族が、英植民地下で活躍していることに対して、ビルマ族が不満を抱いていたのは間違いない。しかしこれは、たぶんにエリートレベルの話で、ビルマ族とカレン族が共存するデルタ地帯では、両者は反目することなく、友好的に共存していたようである。

## カレン民族主義の芽生え

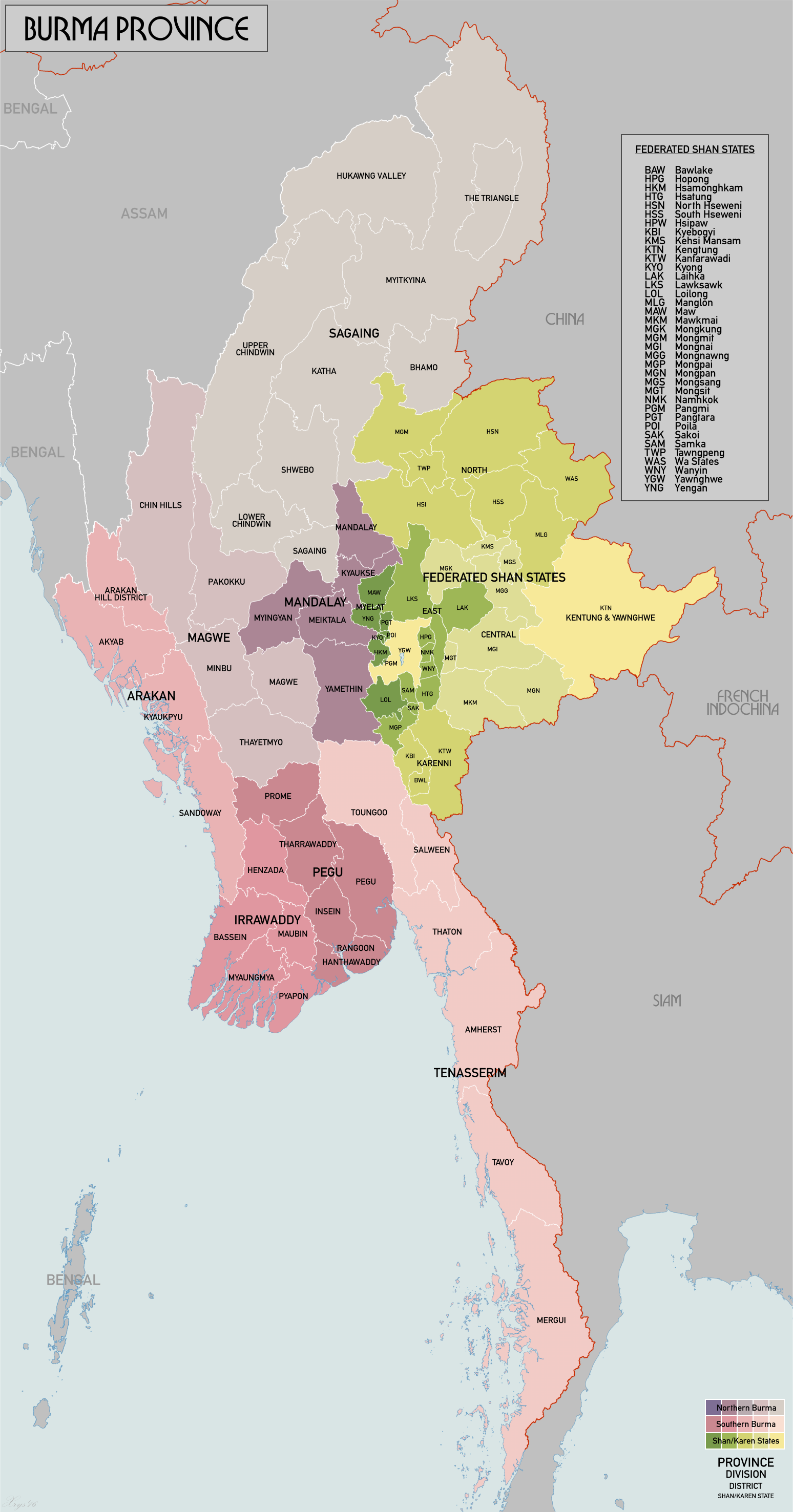
ミャンマーの行政区画（1931年）。テナセリム管区は右下のピンク色の部分。

1881年、ヤンゴンのキリスト教徒カレン知識人たちが、カレン民族協会（KNA）を設立した。これはビルマ仏教青年協会（YMBA）に先立つこと四半世紀、ミャンマーで初めて民族名を冠した組織と言われ、その目的はすべての多様な背景を持つカレン族の歴史、言語、そしてアイデンティティを統合して、その社会的地位を高めることだった。
1923年憲法により、管区ビルマにより代表的なビルマ立法評議会が設置された際には、サン・C・ポーという、1897年～1922年まで立法評議会議員を務めた、KNAに所属するパテイン出身のキリスト教徒スゴー・カレン医師が、「どの管区でも過半数を占めていないカレン族が、議員として選出される可能性は極めて低い」と主張して、130人の議席中5議席をカレン族のために確保することに成功した。

またポーは、1928年にロンドンで『ビルマとカレン族（Burma and the Karens）』という本を出版し、その中で「a Karen country」の創設を主張した。これが初めて公にされたカレン族の「自治州」ないし「国家」の創設の主張とされる。具体的には、イングランド、スコットランド、ウェールズ、アイルランドからなるイギリスをモデルに、「ミャンマーには自治能力がなく」「ビルマ族との共存は不可能」なので、イギリスの庇護下、ビルマ族、カレン族、ラカイン族、シャン族の4大民族を主とする「各々自らの国（country）と自らの民族的特徴を保持した」国家を構想し、そのうえで管区ビルマのテナセリム管区（現在のカレン州、モン州、タニンダーリ地方域）を「a Karen country」としてカレン族に自決権を与えるべきというのがポーの主張だった。

カレン旗

1935年には、カレン旗とカレン歌（歌自体は1928年に既に作られていた）の制定すべしというKNAの要請にもとづいて、立法評議会で旗のコンペが行われ、1位、2位、3位の旗をすべて合わせた右のような旗がカレン旗と定められた。赤が英雄的行為と忍耐、白が純粋さと清廉さ、青が誠実さと平和を表し、昇る太陽から放たれる9つの光線はカレン族の起源である9つの地域を表し、カエル太鼓は団結を表しているのだという。カレン歌は3節からなり、第1節ではカレン族が人々に対して抱く愛と彼らが支持する価値観について歌い、第2節では自分たちを救うために黄金の書を持った白人の兄弟を送ってくれた神に感謝を捧げ、第3節では神の弟子となって神の福音をすべての国々に広めることを約束することが歌われている。1937年、カレン族の新年が少数民族の祝祭日としては初めて国の公式の祝日となり、ヤンゴンで開催されたカレンの新年祝賀行事では、カレン旗が高々と掲げられたのだという。
一方、仏教徒カレン族は、同じ仏教徒であるビルマ族、モン族との同化も進み、従来、民族意識は希薄だったが、カレン族が排撃される風潮が強くなる中、彼らの間にも民族意識が芽生え始め、『カイン王統史』（1929年）、『クゥイン御年代記』（1931年）という仏教徒カレン族の手による2冊の民族史書が相次いで出版された。1938年には、デルタ地帯の仏教徒カレン族が中心となって、ビルマ・カレン民族教会（Burma Karen National Association：BKNA）を結成。しかし、その活動は不活発で、1942年～1945年の日本占領期は活動を停止した。池田一人はその理由を「仏教徒カレンはキリスト教徒カレンに比べて民族意識が希薄だったからではないか」と推察している。
ただ、カレン族で、初代国軍総司令官となったスミス・ダンによれば、一般のカレン族の人々は政治にほとんど関心がなく、カレン族の政治指導者たちは、人々に自分たちの目的を理解してもらい、情熱を喚起するのに非常に苦労し、政治団体が乱立したことも人々に混乱をもたらしたのだという。

## ミャウンミャ事件
英植民地時代は抑制されていたカレン族・ビルマ族の関係が一気に悪化したのは、英植民地政府の撤退と日本軍の軍政発布との間の空白期間に生じた1つの事件がきっかけだった。

エーヤワディー地方域・ミャウンミャ県

1942年1月、日本軍およびビルマ独立義勇軍（BIA）がビルマに侵入し、3月頃にデルタ地帯に到達した。しかし本隊はすぐにイギリス軍を追って北上し、デルタ地帯に残されたのは、自称BIAとも言うべき地元のビルマ族の若者たちで、彼らはミャウンミャ県に拠点を置いて「治安維持会」や「臨時市政府」を設立して一時的に行政権を握った。そして3月半ば頃からカレン族の人々の兵器を徴収し始めたのだが、これが両者の衝突に発展。お互いに殺戮と暴虐の限りを尽くし、カレン族・ビルマ族双方の村々が焼かれ、約5,000人の死者が出、住民の半分が避難民となる大惨事となった。この際、元カレン族閣僚のソー・ペータ（Saw Pe Tha）とその家族、また当地に残っていた南機関の木俣豊治も殺害されている。6月半ば、日本軍が当地に進出して事態は終息し、1943年3月にはビルマ国の首相となったバーモウの肝いりで、サン・C・ポーを議長とするカレン中央機構（Karen Central Organisation：KCO）を設立され事件の真相究明と解決が図られたが、結局、有耶無耶に終わった。
この事件は、カレン族とビルマ族との関係を決定的に悪化させた。と同時に、これまで民族意識が希薄だったデルタ地帯の仏教徒カレン族に「カレン族」という民族意識を芽生えさせる契機になったと言われる。1946年8月に訪英したカレン親善使節団の一員だったソー・タディン（Saw Tha Din）は、以下のように述べた。
しかし、カレン族のすべてがビルマ族に反目したわけではない。1945年3月27日、アウンサン率いる反ファシスト人民自由連盟（AFPFL）が抗日蜂起を決行したが、その際、国土を8つに分割した軍管区のうち、デルタ地帯西部をカバーする第3軍管区を任されたのは、ソー・チャードウというミャウンミャ生まれのキリスト教徒スゴー・カレンが率いるカレン部隊だった。この人事は、AFPFL側としては、ミャウンミャ事件の再発を防ぐために当地にカレン族将校を配置したということだったが、カレン族側にとっては、日本軍を放逐し、イギリスを撤退させた後は、ビルマ族との共存を図ることでしかカレン族は生き延びられないという現実的判断からであった。

## 「独立」交渉

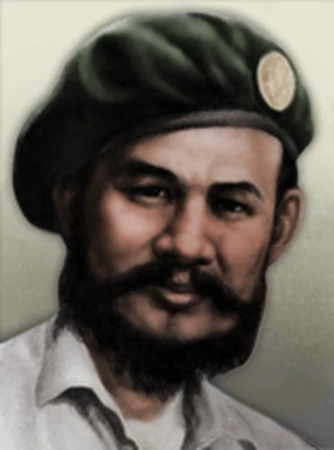
ソー・バウジー

### カレン親善使節団
イギリス帰還後、ミャンマー側ではAFPFLが主導権を握り独立を要求したが、英植民地体制維持を望むカレン族はそのAFPFLとは袂を分かち、1945年6月30日～7月5日にヤンゴンで大規模な大会を開催し、ケンブリッジ大学への留学経験があり、イギリスの弁護士資格を持つソー・バウジーらカレン族弁護士4人からなる親善使節団をイギリスに派遣することが決定された。彼らの要求は、
1. テナセリウム管区全域、ペグー管区・ニャウンレービン県（英語版）、将来的にはタイ国内のカレン族居住区を含む「United Frontier Karen States」を設立し、イギリス人総督直轄下でカレン族が行政権を担う。
2. エーヤワディー管区とペグー管区を英連邦ビルマ自治領または独立したビルマ連邦の「Karen Areas」とする。United Frontier Karen States[32]

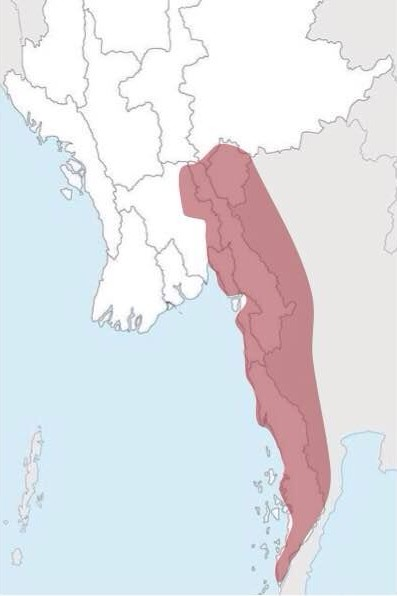
United Frontier Karen States

の2つであった。サン・C・ポーの「a Karen country」よりも若干範囲が拡大しているのは、それだけカレン運動の担い手が拡大していたからである。当時、運動の担い手は、KNA、KCO、BKNAのほか、1945年10月に結成されたカレン青年機構（Karen Youth Organisation：KYO）というKCOの青年組織があった。KYOは、元AFPFLのカレン部隊将校が中心となって結成された組織で、他のカレン族組織と違ってAFPFLとの協調路線を取り、その活動領域はデルタ地帯に限られていた。議長のマウン・バカインは、AFPFLの執行役員を兼任し、アウンサン率いる行政参事会で閣僚を務め、アウンサンとともに暗殺された人物で、副議長のウィンマウンは、のちに第3代大統領となった人物だった。
1946年8月、カレン親善使節団が訪英し、2つの要求のうち、1からタイ国内のカレン族居住区を差し引いたものの実現を訴えたが、行政参事会のカレン族枠を1から2に増やした以外は、さしたる成果を上げられなかった。一方、イギリス世論は、大戦中にともに戦ったカレン族に対して同情的で、辺境地域局局長・H.N.C.スティーブンソンは、「彼らの沈黙はただわれわれ（イギリス）と喧嘩をしたくないということにすぎない。われわれがミャンマーから去れば、必ずやa Karen stateをめぐる戦争が起きるだろう」と言い残して、数か月後、辞職した。

### カレン民族同盟（KNU）結成
1947年1月27日、アウンサン＝アトリー協定が結ばれ、「管区ビルマと辺境地域を統合した1年以内のビルマの独立」が確認された。この際、当時下野していた前英首相のウィンストン・チャーチルは、以下のように述べ、当時野党だった保守党内にも「カレン族は新体制に反対しており……ビルマはアーナキーと低劣な生活水準に陥って、10年以内に独立を失うであろう」という議論があったのだという。
同年2月に開催されたパンロン会議にはカレン族代表はオブザーバー参加に留まり、同時期、2月5日～7日、ヤンゴンで全カレン会議（All Karen Congress）が開催され、KCOとKYOを統合してカレン民族同盟（KNU）が結成された。アウンサンに近いサンポーティン（San Po Thin）が議長に、のちに統一パオ民族主義者機構（UNPO）を結成するパオ族のウー・フラペ（U Hla Pe）が副議長に就任した。メンバーはエーヤワディー管区、ペグー管区、テナセリム管区の管区ビルマのキリスト教徒カレンが中心で、辺境地域からも仏教徒カレンからの参加もなかった。そしてこの際、彼らが要求する「a separate state」が「統一ビルマ内の海港を備えたカレン州（a Karen State, with seaboard,in the United Burma）」と明確に定義された。しかし結成からわずか1か月後、KYOのメンバーがアウンサンの対カレン問題の立場を擁護したことがきっかけでKYOがKNUから離脱し、行政参事会の閣僚を辞任したソー・バウジーが新議長に就任した。

### カレン諸派の合意

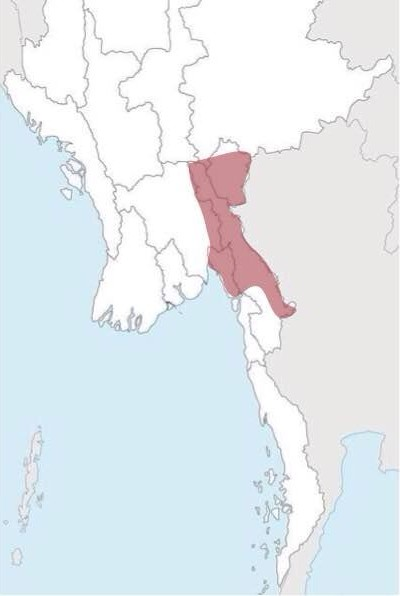
自治州。カレンニー州を含み、ピンマナ丘陵地区の北端を北側境界線とする、サルウィン川とシッタン川に挟まれるすべての地域と、アタラン川の東部・北部、アムハースト県の北部、タトン県の残りの地域。

パンロン協定ではカレン州の設置は認められず、（１）カレン族選挙区（２）カレン問題に関して政府を補弼・助言するカレン管轄事項評議会（a Karen Affairs Council：KAC）（３）カレンに関するすべての行政、教育、文化問題を統括するカレン族大臣の設置が認められただけだった。これに不満なKNUは1947年4月の制憲議会選挙をボイコットしたが、カレン族選挙区の26議席はKYOの20人の候補者とカレンニー族2人を含む6人の無所属のカレン族議員が獲得した。一方、同年6月、KNU、KYO、BKNA、辺境地域のカレン諸派がヤンゴンで会合を開き、以下のような権利を政府に要求することで合意に達した。これは、カレン族が、独立とデルタ地帯におけるカレン州設置を断念する意思を明確にしたという、二重の意味で画期的なものだった。
1. カレン族にビルマ連邦内における自治州と連邦離脱権を認める。
2. ビルマ族と混在する地域（デルタ地帯）に住むカレン族には、文化・言語・教育・学校・政治的経済的自立に関する権利を認める。

しかし、同年7月19日、アウンサンが暗殺された後、カレン諸派が分裂し、KNUはカレンの独立を、KYOはKACの設置を、辺境地域のカレン諸派はカレン自治州の設置を相次いで要求するようになった。結局、カレン族の意見を集約することはできず、同年8月24日に採択された憲法では、KYOの意見が反映されてKACの設置は認められたが、パンロン協定どおりカレン州の設置は認められず、カレン族居住区は管区ビルマの一部に留め置かれた。

## 反乱

### 武装蜂起
1948年1月4日、ミャンマーは「ビルマ連邦」として独立したが、その直後の2月11日、KNUが組織した40万人規模のデモが全国各地で行われ、ソー・バウジーが発案し、現在でもKNU解放区の学校や行政施設の壁に貼られているスローガンが叫ばれた。
- ただちにカレン州を設立せよー独立を
- ビルマ族に1チャットを与えるのであれば、カレン族にも1チャットをー平等を
- われわれは民族紛争を望まないー民族調和を
- われわれは内戦を望まないー平和を

しかしこの間も、マン・バザン（Mahn Ba Zan）の指揮下、カレン族の武装組織・カレン民族防衛機構（KNDO）は増強を続けており、数百の地区や村の行政を掌握して「解放区」を設置し、ソー・ハンター・タムウェ（Saw Hunter Tha Hmwe）が管轄する「デルタ地帯」と、ソー・サンキー（Saw Sankey）が管轄する「東部」という2つの軍管区を設定して、徴兵や兵器の調達を行っていた。兵器や機密情報はミャンマー軍（以下、国軍）内の内通者によって提供された。同年8月31日、KNDOはモン族の武装組織・モン民族防衛機構（MNDO）とともに、タトンとモーラミャインを占拠した。ただしこれはKNU本部の指令にもとづかない部隊の単独行動で、ソー・バウジーらKNU幹部の働きかけにより、少数民族の要望を聞くための地方自治調査委員会を設置すると政府が提案すると、KNDO部隊は1週間で両町から撤退した。
同年10月5日、カレン族のほか、モン族とラカイン族の代表が出席した件の委員会が設置され、その席でソー・バウジーは、テナセリム管区に「カレン・モン独立州」をビルマ連邦内に設立することを提案したが、首相のウー・ヌは拒否した。しかしその後もソー・バウジーとウー・ヌは危機を回避するために対話を続け、スミス・ダンの進言により、ウー・ヌはKNDOの部隊に兵器の所持を許可し、国軍が手薄な地域に駐屯させた。CPBの部隊がヤンゴン南西・トワンテを占拠した際は、KNDOの部隊が国軍の掃討作戦に駆り出され、見事、これを駆逐した。12月5日、パセインで国軍とKNDOが衝突寸前という一報を聞きつけると、ソー・バウジーとウー・ヌはともにミャンマー海軍の砲艦に乗って現場に駆けつけ、事態を収拾した。このようなウー・ヌのカレン族に対する融和的な態度は、政府関係者の反発を呼び、ウー・ヌは「カレン・ヌ」と揶揄されるほどだった。
しかし、2人の努力は徒労に終わった。同年12月のクリスマス・イブに、タンニダーリ地方域・パローで、国軍の準軍事組織・シッウンダンの部隊が、教会に手榴弾を投げ込んでキリスト教徒カレン族80人を殺害するという事件が起き、近隣の村でも同様の攻撃があってさらに200人のカレン族が殺害された。この事件をきっかけに国軍内のカレン族部隊の多くがKNDO側に寝返り、テナセリム管区、デルタ地帯、ヤンゴン郊外・インセイン郡区、バゴー県で散発的に戦闘が起こった。しかもこの戦闘は「国軍対反乱軍」という単純な構図ではなく、KNDOは、時に同じ反乱軍であるはずのCPBやPVOと衝突した。結局、失敗に終わったが、ウー・ヌとソー・バウジーが交渉を続けている裏で、AFPFL最大派閥・ビルマ社会党、国軍、CPB、PVOが対KNDOのための統一戦線を築こうという動きがあった。これは、ビルマ族間の政治的対立よりも民族間対立のほうがより深刻であることの証左だった。1949年1月12日にはPVOの部隊が、タイチー郡区のカレン族の村を襲撃し、150人以上の村人を殺害する事件が起きた。報復としてKNDOの部隊はインセインの兵器庫とモービンの金庫を襲撃した。1月下旬にはヤンゴンから南へ75kmのところにあるビルマ族の村をKNDOの部隊が襲撃し、村人6人を公開処刑した。その後、今度はKNU本部があったヤンゴン郊外・アロン郡区で、カレン族の住民約100人がビルマ族の住民によって教会に監禁され、建物にガソリンをかけて火を点けられようとする事件が起きたが、直前にウー・ヌが駆けつけて事なきを得た。
1月21日には、ソー・バウジーはビルマ国営放送（ラジオ）を通じて、カレン族の人々に以下のように呼びかけ、最後まで武力衝突を回避しようとした。
ソー・バウジーもウー・ヌも最後まで人々に平和を呼びかけたが、事ここに至り、もはやカレン族の反乱は避けがたかった。ソー・バウジーは本部をカレン族住民が多いインセイン郡区に移し、周辺地区からKNDOの部隊を召集した。当初、80人しかいなかった部隊はすぐに2,000人規模に膨れ上がった。彼らの平均年齢は18～25歳くらいで、そのバックグランドはさまざま、カレン族の大義に燃えた者もいれば、自分たちのコミュニティが攻撃されたことに憤慨した学生もいて、インセインに住んでいて戦闘に巻き込まれ、戦闘に参加せざるをえない者もいた。彼らは戦闘に備えて郡区内に塹壕と掩蔽壕を掘り、ヤンゴンに通じる南の道路沿いに検問所を設置した。1月30日、ヤンゴン郊外のアロン郡区とライン郡区で国軍とのKNDOとの間で戦闘が勃発し、翌31日、アロン郡区にあったソー・バウジーの自宅を含むカレン族の住宅50棟が焼き討ちに遭い、多くのカレン族の人々が殺害された。
政府はカレン族の役人に休職を命じ、国軍総司令官・スミス・ダン以下カレン族将校・兵士400人を解雇、代わりにネ・ウィンを国軍総司令官に任命した。そして1月30日付でKNDOは非合法化された。1948年3月に反乱を開始したCPBが非合法化されたのは5年後の1953年だったが、KNDOが非合法化されたのは本格的に反乱を起こしてわずか数日後だった。

### インセインの戦い

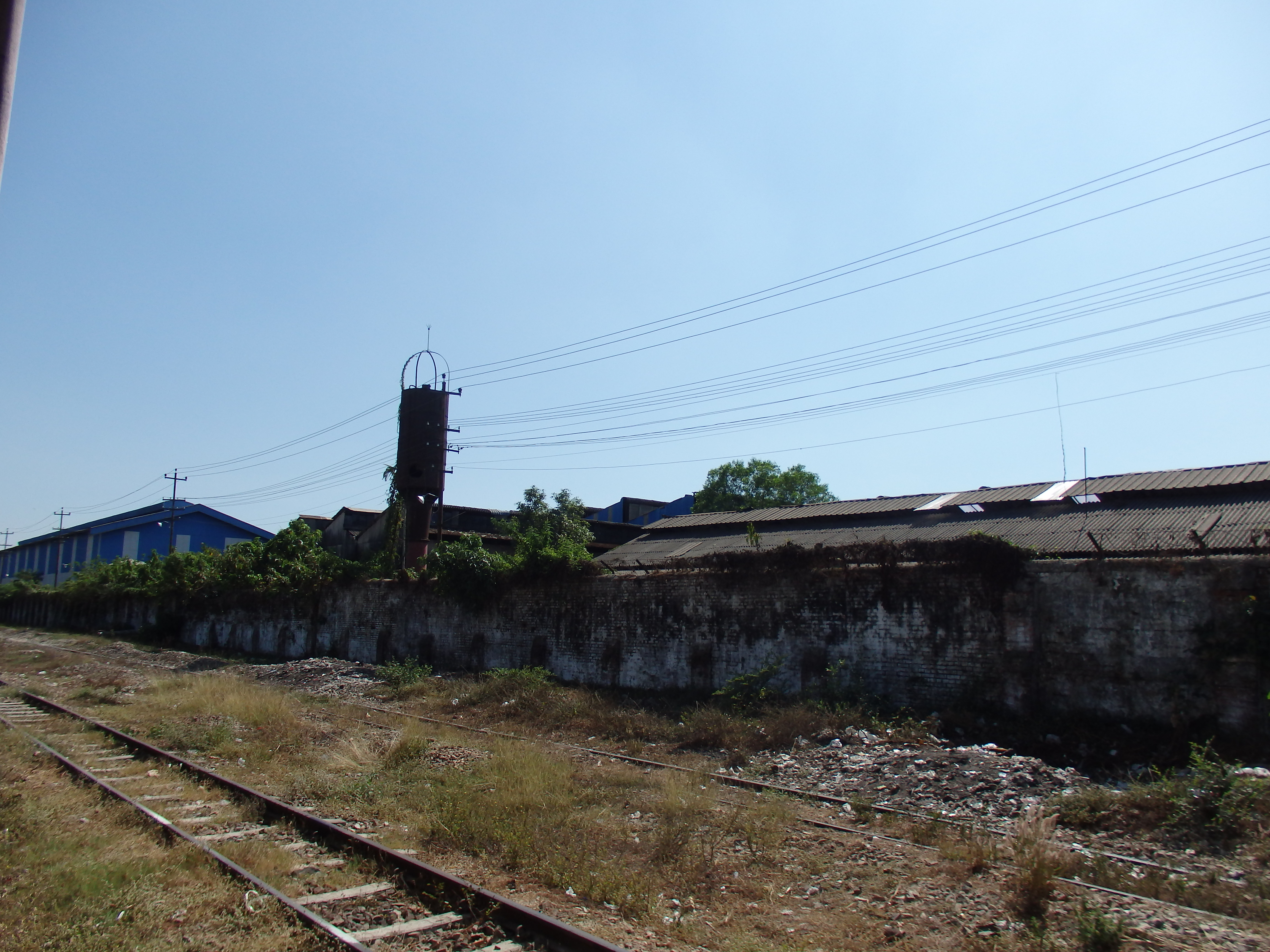
インセイン郡区

1月30日、国軍の2台の装甲車がインセインに向けて発砲、戦闘が開始された。2月2日、KNDOはインセイン刑務所とミンガラドン空港を占拠。刑務所からは200人の囚人を解放し、その中にはアウンサンを暗殺したウー・ソオに兵器を提供した容疑で懲役刑に服していたイギリス人将校のデイビッド・ビビアン（David Vivian）大尉もおり、彼もKNDOに加わった。しかしミンガラドン空港からは装甲車や兵器を奪っただけで占拠はせず、おかげで国軍は空港を利用して増援機から物資を受け取ったり、爆撃機を飛ばすことができ、後年、この判断はカレン側の失策とされた。
それでもKNDOの兵士はなかなか手ごわかったようだ。のちにビルマ社会主義計画党（BSPP）議長・大統領になるマウンマウンは、以下のように回想している。
インセインに陣取ったKNDOに対して、国軍は毎日、陸、空、そしてヤンゴン川から砲撃と爆撃を浴びせ、PVOも援軍に加わった。KNDOの兵士たちは士気は高かったが、戦死傷者はおびただしい数に上り、臨時の野戦病院が設置され、カレン族医師や看護師が治療に駆けつけ、カレン族公務員が医薬品を届けた。主婦たちは兵士たちのために料理を作り、少女たちはジープを運転して前線の兵士たちにそれを届けた。毎朝、兵士たちのための祈祷会が開かれ、カレン族の映画スターやミュージシャンが前線にやって来て、兵士たちの前で演奏した。この間もヤンゴンでは日常生活が営まれ、学校は休まず開校し、商店は商売を続け、映画館では映画が上映されていたが、2月中にCPBが仕掛けたと思われる公務員・労働者のストライキがヤンゴンで発生し、都市機能の一部が麻痺した。
インセインのKNDOの頼みの綱は援軍、特に国軍の3個カレンライフル部隊だった。インセインで戦闘が勃発する数日前、1月25日、タウングーに駐留していた第1カレンライフル部隊が離反し、KNDOに加わると宣言した。2月5日にはピイでCPBと戦っていた第2カレンライフル部隊も離反した。しかし、メイミョーとマンダレーに駐留していた第3カレンライフル部隊は、第1・第2の離反の動きを察知した国軍によって武装解除された。第2カレンライフル部隊は、当初、スミス・ドゥンが国軍総司令官を解任されたというニュースを信じず、出発が遅れたが、誤解が解けるとすぐさま兵士とその家族をトラック20台に乗せてインセインに向けて進軍した。しかし2月7日、ナッタリン（Nattalin）で国軍の空爆を受けて部隊は壊滅、多くの兵士・家族が降伏し、残りはインセインと第1カレンライフル部隊が待つタウングーへ向かった。ネ・ウィンはピンマナに駐留していたノーセン率いる第1カチンライフル部隊にタウングー奪還を命じたが、ノーセンは同じキリスト教徒のカレン族と戦うことを良しとせず、離反してタウングーの第1カレンライフル部隊に合流。しかし、両軍は第2カレンライフル部隊がインセインに向かっていると誤解し、囚われていた第3カレンライフル部隊を解放するためにメイミョーとマンダレーに進軍し、インセインには援軍は届かなかった。第1カレン・第1カチン連合軍は、2月21日にメイミョーを、3月13日にマンダレーを占領した。

2月10日、インセインに戒厳令が発令され、2月19日、「カレン州を設置する」という地方自治調査委員会の勧告が出されたが、戦闘が止むことはなかった。3月17日、国軍は上空から飛行機でKNDOに投降を呼びかけるビラを配ったが、投降者は1人も現れなかった。しがし4月5日、インセインの南の幹線道路に突然、1台のジープが現れた。
両軍は3日間の停戦合意を結んだ。非番になったKNDO兵士たちはヤンゴンに赴いて、映画や食事を楽しんだのだという。翌日、ソー・バウジーはヤンゴンの旧総督邸に赴き、ウー・ヌ、ネ・ウィンと和平交渉に臨み、以下のような政府の提案に署名した。
1. KNDO兵士に対する恩赦。
2. 離脱したカレン族国軍兵士に対する公平な扱い。
3. KNDOの武装解除
4. カレン族文民の自衛のための兵器所持許可

しかしソー・バウジーがその内容をインセインの本部に伝えると、本部は全国停戦や和平交渉中の兵器と領土の保持を求め、政府がこれを拒否したことで、結局、交渉は決裂した。バウジー以外の幹部は、必ず勝てるので和平は得策ではないと考える者が多くいたとも伝えられる。また3日間の停戦期間中、国軍がインセインを包囲する部隊を増強したり、飛行機でミャンマー北部からミンガラドン空港まで援軍を輸送していたことも、カレン側を激怒させた。
4月9日、戦闘が再開された。しかしマンダレーを出発していた第1カレン・第1カチン連合軍は、途中で国軍の反撃に遭ってタウングーに撤退した。5月21日、KNDOはインセインからの撤退を決定、翌5月22日の早朝、闇に紛れてインセインを脱出し、デルタ地帯、ペグー・ヨマ、そして泰緬国境近くのカレン族が住む東部の丘陵地帯へ向かった。実に112日間に及ぶ包囲戦だった。

### ソー・バウジーの死

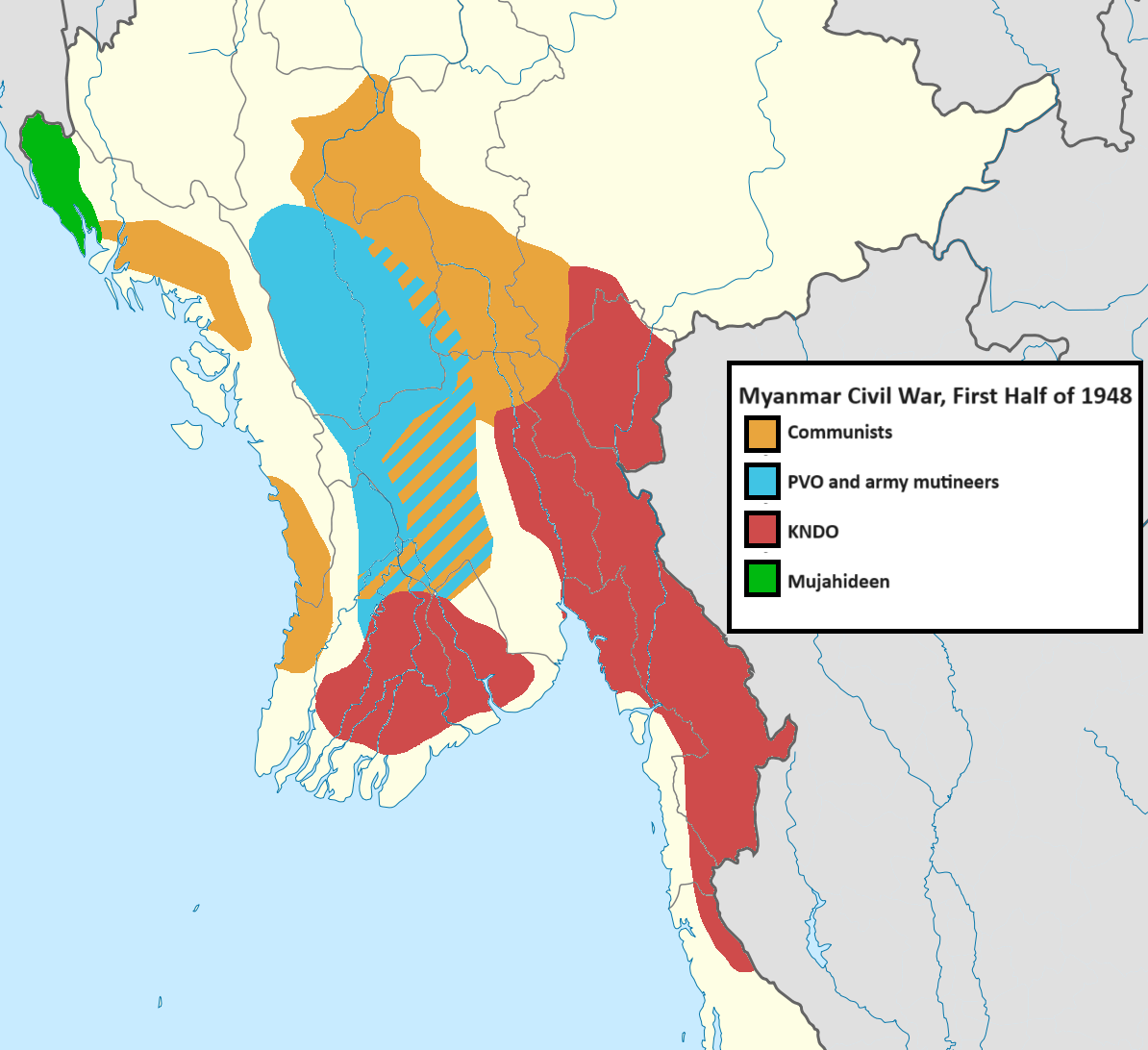
戦局図（1948年）茶色がカレン。

1949年6月12日、ソー・バウジーはタウングーに到着し、コートレイ暫定政府の樹立を宣言、ソー・バウジーが初代首相に就任し、KNU指揮下の軍隊をコートレイ武装隊（Kawthoolei Armed Forces：KAF）に再編した。
しかし、その後、カレン反乱軍は劣勢に立たされ、1949年末までに重火器と弾薬の在庫が枯渇、1950年2月のニャウンレービン、3月19日にタウングー、3月29日にピンマナが陥落した。同年2月には盟友のノーセンがカレン族50人を含む300人の兵士を引き連れて中国雲南省に逃れた。
1950年7月17日、コートレイ暫定政府の新しい首都・パプンでKNUの大会が開催され、こちらも現在、KNU解放区の学校や行政施設の壁に貼られている、ソー・バウジー発案のカレン革命原則が採択された。
- 降伏は許されない。
- カレン国家の承認は完了しなければならない。
- われわれは自らの兵器を保持する。
- われわれは自らの政治的運命を決定する。

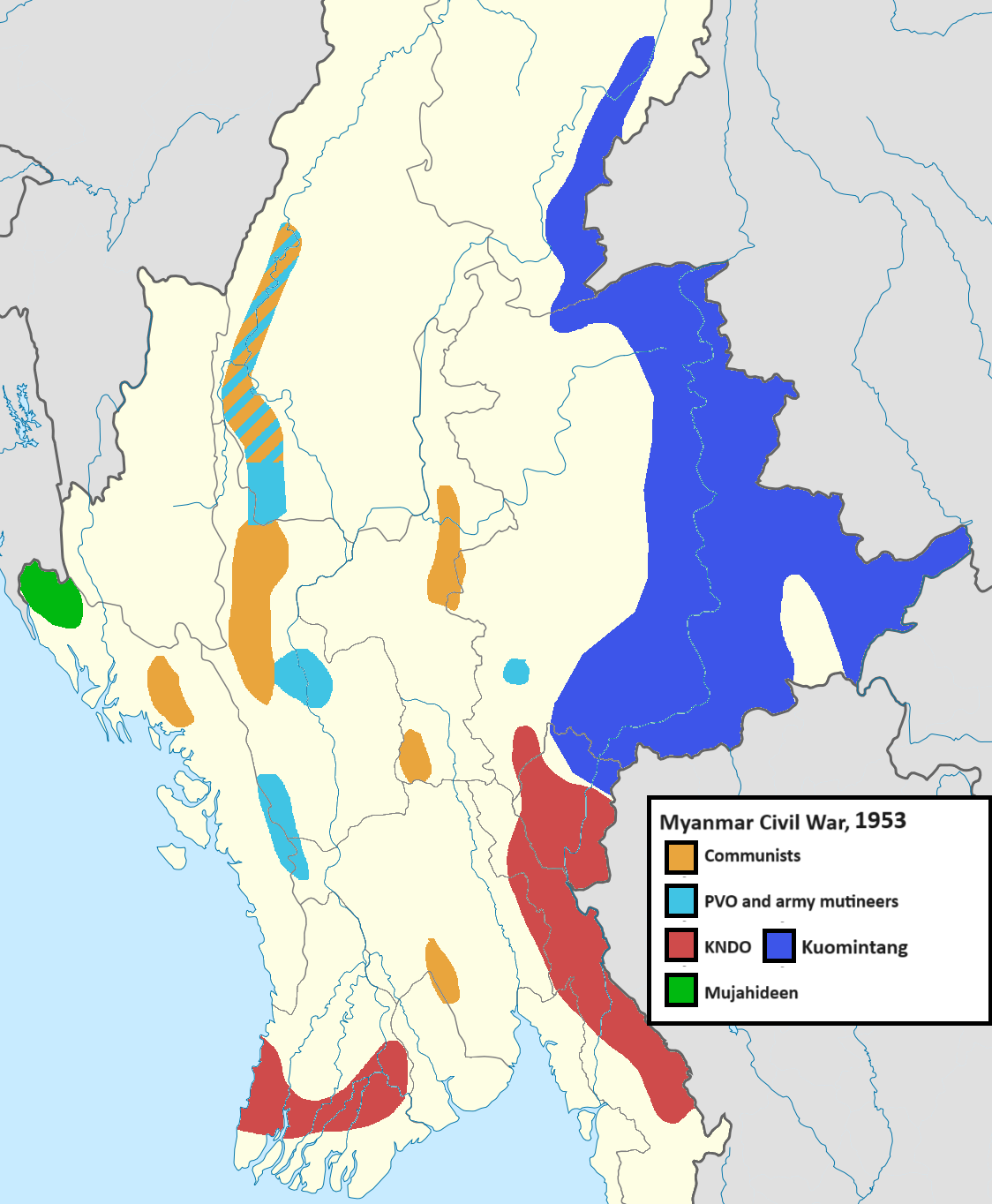
戦局図（1953年）

大会最終日、ソー・バウジーは聴衆に向かって「これから政治的な策略を企てる」と告げて、会議場を後にした。そして8月11日、ソー・バウジーの一行は、泰緬国境の町・タウカウコー（Taw Kaw Koe）に到着した。目的は武器商人との取引だったとも言われる。しかし村外れの農園の木の下で一行が一夜を明かしているを発見した村人が、近くの国軍駐屯地に密告。12日午前3時、のちにBSPP議長・大統領になるセインルイン率いる第3ビルマ・ライフル部隊が、一行を取り囲み、降伏するように促したが、返事がなかったので発砲。ソー・バウジー以下、一行は全員死亡した。
ソー・バウジーの遺体はモーラミャインに運ばれ、病院の遺体安置所に安置されたが、彼の遺体を一目見ようと市民が殺到したのだという。その後、「聖地」を作らないように、ソー・バウジーの遺体は水葬に付された。カリスマ的リーダーを失ったカレンの独立運動は、その後、大きな後退を余儀なくされた。